# Aavo Pikkuus
Aavo Nikolaievitch Pikkuus (né le 22 décembre 1954 à Tartu, Estonie) est un coureur cycliste soviétique. Il a notamment été champion olympique et champion du monde du contre-la-montre par équipes, et vainqueur de la Course de la Paix en 1977.

## Biographie

### Vainqueur de laCourse de la Paix«à laJacques Anquetil»

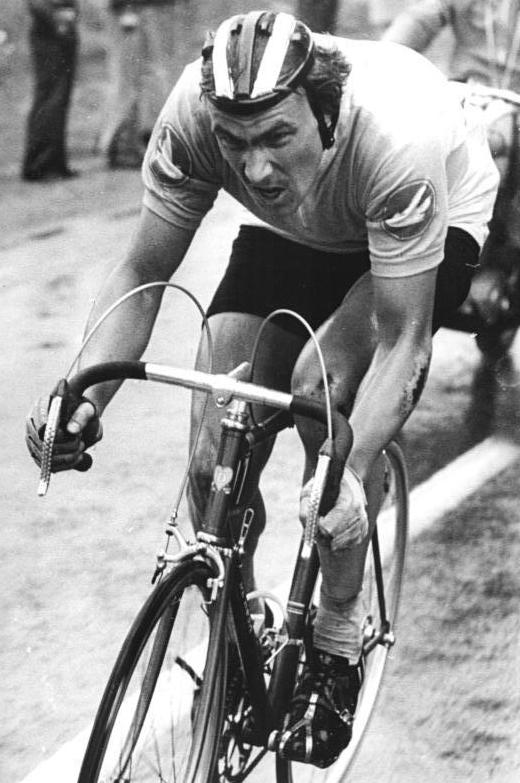
Aavo Pikkuus lors de la Course de la Paix 1977.

Cheveux blonds, fine moustache au-dessus des lèvres, « yeux de porcelaine », « balte à l'âme slave », « romantique aimant la musique douce et le ronflement des moteurs de formule 1 et gros cubes », tels sont les mots qui introduisent en 1977 dans le magazine Miroir du cyclisme la présentation du vainqueur de la XXXe Course de la Paix. Le journaliste Émile Besson est subjugué. Il titre son papier de 4 pages : Aavo Pikkuus vainqueur à la … Jacques Anquetil ! Le coureur soviétique vient de remporter l'épreuve phare du cyclisme amateur en s'emparant du maillot de leader au soir de la première étape, un contre-la-montre à Varsovie, le 8 mai 1977 et en le conservant jusqu'à Prague, terme le 21 mai de cette compétition. Besson, « poulidoriste » notoire, rappelle qu'au récent Circuit de la Sarthe Pikkuus, vainqueur final a construit son succès en triomphant lors de l'étape contre-la-montre d'un certain Raymond Poulidor, distancé de 41 secondes.
Alors que Sergueï Soukhoroutchenkov est encore inconnu, au mitan des années 1970, Aavo Pikkuus symbolise la renaissance du cyclisme soviétique. Après 11 années de déboires et de défaites, un coureur soviétique renoue avec la victoire au classement individuel de l'épreuve placée sous le signe de la colombe de la Paix. Pour le coureur c'est, à l'âge de 22 ans et demi, le sommet d'une carrière précoce.

### Soviétique et balte
Né à Tartu, une des quatre villes importantes du plus nordique des Pays baltes, Aavo Pikkuus est fils de la petite classe moyenne locale. Son père est charpentier, sa mère tient un magasin d'optique. La crainte des parents est que le jeune Aavo, qui porte cheveux longs, ne devienne « hooligan ». Il est âgé de 14 ans, rêve de motos et d'autos de Grands prix, idolâtre Juan Manuel Fangio et Agostini, est « maigre comme un chat de gouttière », lorsque le hasard lui fait monter… un vélo de course. Les dirigeants du club Dynamo de Tartu le remarquent vite et fort de ses résultats (Aavo est champion d'Estonie dès 1972) l'orientent vers Viktor Kapitonov. Celui-ci l'intègre dans l'équipe de l'URSS qu'il aligne en 1974 dans la Course de la Paix. Le jeune balte est âgé de 19 ans et demi. Le soir du deuxième jour de course, il porte le maillot de leader… et avait été repéré, la veille,  par un des journalistes suiveurs régulier de la Paix: « il faut accorder une attention particulière au jeune soviétique Aavo Pikkuus. Ce garçon de la république d'Estonie n'a que 19 ans et est l'un des benjamins de la course. Il n'a perdu l'étape que de 8 secondes, avec un pneumatique arrière complètement à plat ». Pikkuus ne garde la tunique de leader que 3 jours, termine la course à la 5e place, mais est devenu le prototype de la jeune génération des coureurs de l'URSS. Son seul problème est une certaine allergie aux routes montagneuses. Ayant fait connaissance des routes montueuses lors d'un Tour de Cuba, il avoue : « en vérité j'ai trouvé que la montagne est belle, vue d'en bas ». Sélectionné dans l'équipe soviétique pour le Tour de l'Avenir 1978, une chute l'élimine prématurément. Il n'est pas sûr qu'il ne se soit pas acclimaté aux pentes. En 1977, son succès dans la Course de la Paix s'était accompagné de sa victoire dans le prix de la montagne. Les monts de Bohème traversés cette année-là ne sont pas les Alpes, mais pas non plus la plaine russe.

### Champion olympique des100kmcontre-la-montre par équipes
À partir de l'année 1975, gaillard efficacement taillé pour ce style d'épreuve, avec son 1,78 m et ses 76 kg, il est membre titulaire du quatuor soviétique dans les compétitions mondiales contre-la-montre par équipes. Médaille d'argent en 1975 et 1978, il est médaillé d'or aux Jeux olympiques de Montréal, et Champion du monde en 1977.

## La reconversion
Aavo Pikkuus est un des plus populaires champions cyclistes de l'Union soviétique. Viktor Kapitonov doit composer avec le caractère du champion, mais ne se risque pas à l'écarter des sélections soviétiques dont Pikkuus est un élément clé jusqu'en 1981. Mais c'est en Estonie qu'il devient un personnage national. En 1974, il se voit attribuer le titre de sportif estonien de l'année, toutes disciplines confondues. Ce titre honorifique lui est renouvelé 4 fois jusqu'en 1978, fait jamais égalé à ce jour. Il n'est que de constater le nombre d'occurrences que son nom ouvre sur les sites internet de la petite république balte pour mesurer la popularité de l'ancien champion. Marié, père de quatre enfants, mis en avant par le Comité olympique estonien, comme la championne de la piste Erika Salumae, les ennuis judiciaires et financiers, les problèmes de santé du héros sportif font la une de la presse. 

### Pilote de rallye automobile
Aavo Pikkuus met fin à sa carrière cycliste à la fin de la saison 1981. Il devient pilote de rallye, terminant 4e d'un Championnat d'URSS. Il arrête le pilotage après une douzaine d'années et devient organisateur et promoteur de rallye en Estonie.

## Palmarès

### Palmarès année par année
- 1973
  - 2e du Tour de la Baltique
- 1974[8]
  - 3e et 5e étapes du GP Tell
  - 3e du Circuit de la Sarthe
- 1975
  -  Champion d'URSS sur route (spécialité Courses à étapes : victoire au Tour d'URSS)[9]
  - 3e étape du Tour du Hainaut occidental
  - 4e, 5eb et 9eb étapes du Tour d'Algérie
  -  2e du championnat du monde du contre-la-montre par équipes (avec Vladimir Kaminski, Guennadi Komnatov et Valeri Tchaplyguine)
  - 2e du Tour d'Algérie
  - 3e de la Course de la Paix[10]
- 1976
  -  Champion olympique du contre-la-montre par équipes (avec Anatoli Tchoukanov, Valeri Tchaplyguine et Vladimir Kaminski)
  -  Champion d'URSS sur route (criterium)[11]
  -  Champion d'URSS des 100 km contre-la-montre par équipes
  - 11e étape du Tour du Maroc
  - 2e du Tour du Maroc
- 1977
  -  Champion du monde du contre-la-montre par équipes (avec Valeri Tchaplyguine, Vladimir Kaminski et Anatoli Tchoukanov)
  -  Champion d'URSS sur route[12]
  - Circuit de la Sarthe :
    - Classement général
    - 4ea étape (contre-la-montre)

  - Tour de Sotchi
  - 1re, 5e et 6eb étapes du Tour de Yougoslavie
  - Course de la Paix :
    - Classement général
    - 1re (contre-la-montre) et 10e étapes[13]

  - 3e et 4ea (contre-la-montre par équipes) étapes du Tour de Cuba
- 1978
  - 1re étape du Tour de Cuba
  - Tour des régions italiennes :
    - Classement général
    - 5e étape

  - Tour de Yougoslavie :
    - Classement général
    - 2e et 5e étapes

  - 2e étape de la Course de la Paix[14]
  -  2e du championnat du monde du contre-la-montre par équipes (avec Vladimir Kaminski, Vladimir Kuznetzov et Arguimantas Guisziavishus)
- 1979
  - 4e étape du Tour de Cuba (contre-la-montre par équipes)
  - Saaremaa Velotuur
  - Prologue et 3e étape du Tour des régions italiennes
  - 3e du Circuit de la Sarthe
- 1980
  - 4e étape de l'Olympia's Tour
  - 7ea étape du Tour de Basse Saxe[15]
  - 3e de l'Olympia's Tour
- 1981
  -  Champion d'URSS sur route (spécialité "criterium")[16]

### Autres classements
- 1974
  - 23e du championnat du monde sur route amateurs
- 1974
  - 5e de la Course de la Paix
- 1976
  - 44e de la course en ligne aux Jeux olympiques de Montréal
- 1977
  - 31e du championnat du monde sur route amateurs
- 1978
  - 6e de la Course de la Paix
- 1979
  - 5e de la Course de la Paix[17]